# Гуго I (король Кіпру)
Гуго I (фр. Hugues; 1194 — 10 січня 1218) — король Кіпру (1205–1218).

## Біографія

### Регентство
Походив з династії Лузіньянів. Син Аморі I, короля Кіпру та Єрусалиму, й Ешиви Ібелін. В 11 років залишився сиротою. При ньому було призначено регента Готьє де Монбельяра. Останній впроваджував політику на зміцнення союз із Єрусалимським королівством з огляду на небезпеку з боку султанів Айюбідів. У 1206–1207 роках спробував захистити місто Анталію, що належало Альдобрандіні, від армії сельджуків Румського султанату на чолі із Килич Арсланом I. Проте цей похід виявився невдалим. В подальшому де Монбельяр проводив обережну зовнішню політику. У зовнішній політиці думав лише про власне збагачення, поповнення статків, можливості здерти якийсь луп.

### Король
У 1210 році Гуго I отримав усю повноту влади, відразу відсторонив Готьє де Монбельяра від посад, змусив його втікати до Палестини, конфіскував його майно. Для посилення захисту Кіпру та зміцнення католицтва на острові Гуго I запросив лицарів орденів тамплієрів та госпітальєрів. У 1213 році втрутився у конфлікт архієпископа Нікосії з латинським патріархом щодо збереження незалежності місцевої церкви. Зрештою в цьому він досяг успіху.
У 1217–1218 роках брав участь у П'ятому хрестовому поході разом з Андрієм II Арпадом, королем Угорщини та Іоанном Брієном.
10 січня 1218 року король Гуго I помер у Триполі (сучасний Ліван).

## Родина
Дружина — Аліса Шампанська
Діти:
- Марія (1215–1252), дружина Готьє IV, графа Брієна та Яффи
- Ізабела (1216–1264), дружина Генріха Антіохійського
- Генріх (1217–1253), король Кіпру у 1218–1253 роках